# Chromatoiulus bosniensis
Chromatoiulus bosniensis är en mångfotingart som först beskrevs av Karl Wilhelm Verhoeff 1897.  Chromatoiulus bosniensis ingår i släktet Chromatoiulus och familjen kejsardubbelfotingar. Inga underarter finns listade i Catalogue of Life.